# Drafsen
Drafsen är en sjö i Mora kommun i Dalarna och ingår i Dalälvens huvudavrinningsområde. Sjön har en area på 1,15 kvadratkilometer och ligger 276,9 meter över havet. Sjön avvattnas av vattendraget Drafsån.

## Delavrinningsområde
Drafsen ingår i det delavrinningsområde (674334-141312) som SMHI kallar för Utloppet av Drafsen. Medelhöjden är 291 meter över havet och ytan är 9,5 kvadratkilometer. Räknas de 9 avrinningsområdena uppströms in blir den ackumulerade arean 97,77 kvadratkilometer. Drafsån som avvattnar avrinningsområdet har biflödesordning 4, vilket innebär att vattnet flödar genom totalt 4 vattendrag innan det når havet efter 363 kilometer. Avrinningsområdet består mestadels av skog (65 procent) och sankmarker (11 procent). Avrinningsområdet har 1,15 kvadratkilometer vattenytor vilket ger det en sjöprocent på 12,1 procent.